# Эмелогу, Бенджамин
Бенджамин Аняхукея Эмелогу (англ. Benjamin Anyahukeya Emelogu II; род. 24 ноября 1994, Даллас, штат Техас, США) — американский и нигерийский профессиональный баскетболист, играющий на позиции лёгкого форварда.

## Карьера
В студенческом баскетболе Эмелогу на протяжении 4 сезонов выступал за команду Южного методистского университета. Дважды, в 2015 и 2017 годах, Бенджамин помог своей команде стать чемпионом конференции «American Athletic», а также был признан лучшим шестым игроком конференции по итогам сезона 2016/2017. В выпускном сезоне 2017/2018 Эмелогу провёл в NCAA 33 матча, в среднем набирая 10,6 очка, 5,5 подбора, 1,7 передачи и 1,3 перехвата.
В июле 2018 года Эмелогу подписал контракт с «Аркой», но из-за травмы не смог присоединиться к польской команде в сезоне 2018/2019.
В июле 2019 года Эмелогу подписал с «Аркой» новый контракт и дебютировал на профессиональном уровне. В 10 матчах Еврокубка Бенджамин в среднем набирал 8,7 очка, 4,2 подбора, 1,2 передачи и 0,6 перехвата. В 17 играх чемпионата Польши его статистика составила 7,7 очка, 3,8 подбора, 1,4 передачи и 0,9 перехвата.
В августе 2020 года Эмелогу перешёл в «Автодор», но в октябре саратовский клуб и Бенджамин приняли решение о расторжении контракта по обоюдному согласию сторон. В своём единственном матче за «Автодор» в Единой лиге ВТБ Эмелогу отметился 6 очками и 2 перехватами.
В августе 2021 года Эмелогу стал игроком «Руан Метрополь Баскет»

## Сборная Нигерии
В 2021 году Эмелогу принял участие в Афробаскете в составе сборной Нигерии.

## Статистика

### Статистика в колледже
| Сезон                                                                                   | Команда      | GP  | GS | MPG  | FG%  | 3P%  | FT%  | RPG | APG | SPG | BPG | PPG  |  |
| --------------------------------------------------------------------------------------- | ------------ | --- | -- | ---- | ---- | ---- | ---- | --- | --- | --- | --- | ---- |  |
| 2013/14                                                                                 | Виргиния Тех | 22  | 12 | 27,2 | 39,6 | 37,0 | 68,1 | 3,1 | 1,9 | 0,6 | 0,2 | 10,5 |  |
| 2014/15                                                                                 | СМУ          | 34  | 3  | 15,2 | 27,7 | 26,7 | 69,6 | 1,8 | 1,0 | 0,6 | 0,2 | 2,8  |  |
| 2015/16                                                                                 | СМУ          |     |    |      |      |      |      |     |     |     |     |      |  |
| 2016/17                                                                                 | СМУ          | 35  | 3  | 20,7 | 33,3 | 29,2 | 53,8 | 2,7 | 1,8 | 0,7 | 0,1 | 4,3  |  |
| 2017/18                                                                                 | СМУ          | 33  | 33 | 31,7 | 46,2 | 47,0 | 71,7 | 5,5 | 1,7 | 1,3 | 0,2 | 10,7 |  |
|                                                                                         | Всего        | 124 | 51 | 23,3 | 38,8 | 37,1 | 67,3 | 3,3 | 1,6 | 0,8 | 0,2 | 6,7  |  |
| Наведите курсор мыши на аббревиатуры в заголовке таблицы, чтобы прочесть их расшифровку |              |     |    |      |      |      |      |     |     |     |     |      |  |